# معركة يافا (1192)
معركة يافا وقعت أثناء الحملة الصليبية الثالثة، وواحدة من سلسلة حملات بين جيش السلطان صلاح الدين الأيوبي والقوات الصليبية تحت قيادة الملك ريتشارد الأول ملك إنجلترا (الشهير بريتشارد قلب الأسد). كانت آخر معارك الحملة الصليبية الثالثة، بعدها تمكن صلاح الدين والملك ريتشارد من الدخول في مفاوضات حول الهدنة. بالرغم من أن الصليبيون لم يستردوا بيت المقدس، إلا أنه قد سُمح للحجاج المسيحيين بدخول المدينة، وكان الصليبيون قادرون على استعادة السيطرة على قطاع لا بأس به من الأراضي الممتدة من بيروت إلى يافا.